# Acetilcolina
A acetilcolina (ACh) foi o primeiro neurotransmissor descoberto. Tem um papel importante tanto no sistema nervoso central (SNC) - constituído pelo encéfalo e pela medula espinhal - no qual está envolvida na memória e na aprendizagem, como no sistema nervoso periférico (SNP) - do qual fazem parte o sistema nervoso somático e pelo sistema nervoso autônomo. É um éster do ácido acético e da colina, cuja ação é mediada pelos receptores nicotínicos e muscarínicos. Tem uma massa molar de 146,2 g/mol e sua fórmula química é CH3COOCH2CH2N+(CH3)3.
Não é o único neurotransmissor utilizado no sistema nervoso somático, existem vários neurotransmissores do sistema nervoso autônomo (SNA). É transportado pela coroide de masterização também o neurotransmissor de todos os gânglios autônomos.
No sistema nervoso somático, a contração muscular ocorre devido à liberação desta substância pelas ramificações do axônio.
No sistema nervoso autônomo, os nervos simpáticos também produzem a acetilcolina, além da noradrenalina, diferentemente do parassimpático.

## História
A acetilcolina (ACH) foi identificada pela primeira vez em 1914 por Henry Hallett Dale para as suas ações em tecido cardíaco.

## Síntese e degradação
No SNC, os sistemas acetilcolinérgicos existem no cerebelo, sistema reticular ascendente, tálamo e córtex cerebral, com atividades excitatórias e inibitórias.
A acetilcolina é sintetizada nos terminais axonais a partir da colina e da acetilcoenzima A, numa única reação enzimática, catalisada pela enzima colina-acetiltransferase. A reação produz acetilcolina e libera coenzima A. conforme o esquema a seguir:
- Colina—Acetil-coenzima A + Colina-O-acetil-transferase → Acetilcolina + coenzima A

Quando a ACh é liberada pelos neurônios da placa motora, geralmente estimula as células musculares esqueléticas. Normalmente, a acetilcolina é eliminada rapidamente depois de cumprida a sua função.
Esse neurotransmissor é inespecífico, podendo agir em receptores muscarínicos que são metabotropicos(em músculo liso, por exemplo) e nicotínicos que são ionotrópicos (placa motora).
A ACh e o ADh é inativada pela acetilcolinesterase, uma enzima que desdobra a acetilcolina em metabólitos inativos de colina (reabsorvidos) e ácido acético. Assim, esta enzima, abundante na fenda ou fissura sináptica, tem a função de rapidamente eliminar da fenda sináptica a acetilcolina liberada na sinapse - o que é essencial para o adequado desempenho da função muscular.
Certas neurotoxinas atuam na inibição da acetilcolinesterase, o que gera um excesso de acetilcolina na junção neuromuscular, provocando paralisia dos músculos necessários à respiração e parada dos batimentos cardíacos. A paralisia acontece porque os níveis de acetilcolina estão tão altos que sobrepujaram a capacidade da célula despolarizar. Sem despolarizar, ocorre a paralisia.

## Efeito

### Sistema Nervoso
A ACh desempenha um papel importante nas funções cognitivas, tais como a aprendizagem e memória.
Os receptores neuronais de acetilcolina estão distribuídos no sistema nervoso central e no sistema nervoso periférico, onde funcionam receptores ionotópicos (ou, segundo a tradução da terminologia inglesa, canais iônicos de abertura ligante-dependente), uma das duas grandes classes de receptores transmembrana.
Os receptores de acetilcolina são divididos em duas classes:
1. Receptores nicotínicos - ribonocróticulos - funcionam por abertura rápida do canal iônico
2. Receptores muscarínicos - metabotrópicos - associado a uma proteína G

É utilizada também em programações de controle físico, pois seu uso pode fazer com que tenha um bloqueio da membrana muscular.

### Sistema Respiratório
A acetilcolina produz fechamento do esfíncter pós-capilar, causando enchimento dos sinusoides venosos e extravasamento de líquidos, aumento do volume da submucosa e vasodilatação. Ativa as glândulas serosas, com o consequente aumento das secreções, provocando a rinorreia.
Os inibidores dos receptores da acetilcolina, como a atropina, não causam relaxamento em músculo esquelético, porque a atropina é um anti-muscarínico. 
A adição de ureia à colina pura ou seus derivados produz um líquido iônico (mistura eutética) a temperatura ambiente(>0°C), com propriedades ainda em pesquisa, mas muito promissoras, como dissolver celulose, limpar superfícies metálicas, baterias recarregáveis, entre outros.
A acetilcolina também causa os seguintes efeitos no organismo humano: broncoconstrição, aumento de motilidade intestinal, dilatação de esfíncteres no trato gastrointestinal, sudorese, aumento de salivação e miose (pupilas em ponta de alfinete).
Os anticolinesterásicos são atualmente utilizados no tratamento do mal de Alzheimer, sendo eficazes no retardamento da degeneração do sistema nervoso central.